# Ivan Ring
Karl Ivan Emanuel Ring, född 9 maj 1899 i Norrköping, död 1969, var en svensk målare.
Han var son till Karl Leonard Ring senare gift med Else Brüel. Ring var anställd som teknisk ritare vid Svenska kullagerfabriken i Göteborg men övergick helt till måleriet 1928. Han studerade vid Göteborgs rit och målarskola för Sigfrid Ullman 1930-1933 och i Paris för Marcel Gromaire 1936-1937. Han medverkade i utställningar med Östgöta konstförening, Decemberutställningarna på Göteborgs konsthall, Den frie Udstilling i Köpenhamn och tillsammans med Waldemar Sjölander och Björn Wennerberg på Thurestams konstsalong i Stockholm. 
Bland hans offentliga utsmyckningar märks en keramikstatyett föreställande Kisamor på Hovby slott i Västra Eneby socken.
Hans konst består av porträtt, exotiska landskap, stilleben och religiösa motiv. Han finns representerad med ett självporträtt på Norrköpings konstmuseum.